# 劉智容
刘智容（423年—472年），广陵郡人，齐高帝萧道成的正妻，齊武帝蕭賾和豫章文獻王蕭嶷的生母。

## 生平
祖父刘玄之，父亲刘寿之，都是员外郎。她的母亲桓氏梦见吞玉胜生刘智容，时有紫光满室，告诉刘寿之，刘寿之说：“可惜不是男孩。”桓氏说：“虽女，亦足兴家矣。”年十余岁，嫁给了萧道成，严正有礼法，家庭肃然。
南朝宋泰豫元年（472年）去世，享年五十岁。葬在萧承之墓侧。昇明二年（478年），赠竟陵公国夫人；三年（479年），赠齐国妃；印绶如太妃，灵牌入齐国宗庙为正神。建元元年（479年），尊谥昭皇后。三年（481年），赠其父刘寿之金紫光禄大夫，母桓氏上虞都乡君。
同年，萧道成谒见祖庙，为免拜祭妻子的尴尬，有司建议他在皇后室前倚门而立即可。最后他听彭城丞刘瓛建议，令诸王以兼三公的身份代自己行礼。

## 延伸阅读
[在维基数据编辑]
 《南齊書·卷20》，出自萧子显《南齊書》
 《南史·卷11》，出自李延壽《南史》